# Gonzojournalistik
Gonzojournalistik er en journalistisk stilart eller genre, som internationalt mest er kendt som den Hunter S. Thompson ofte skrev i. Gonzo gør op med ideen om, at man kun kan nå frem til sande fremstillinger af begivenhederne ved at følge strikse journalistiske standarder. Artikler i gonzogenren er ofte bygget op om en fortælling i reportageform. De normale standarder for akkuratesse og saglighed bliver skubbet i baggrunden til fordel for skildringen af stemninger og skæve vinkler, ofte med journalistens egen placering i situationen som omdrejningspunkt.
Danske journalister, der har forsøgt sig med gonzojournalistik, er blandt andre Morten Sabroe, Henrik List, Mads Brügger og René Fredensborg.
| Sprog og litteratur | Spire Denne artikel om litteratur er en spire som bør udbygges. Du er velkommen til at hjælpe Wikipedia ved at udvide den. |